# エリー・シーウルブズ
エリー・シーウルブズ(Erie SeaWolves)は、MiLB、AA（ダブルA）イースタンリーグウエスト地区所属の野球チーム。本拠地はペンシルベニア州エリーにあるUPMCパーク。現在はMLBデトロイト・タイガース傘下のチームとして活動している。

## 歴史
1989年、オンタリオ州ウェランドを拠点とした「ウェランド・パイレーツ」結成。A級のニューヨーク・ペンリーグに加盟。ピッツバーグ・パイレーツと提携。
1995年、ペンシルベニア州のエリーに移転し、「エリー・シーウルブズ」に改名。
1999年、AA級のイースタンリーグに昇格。アナハイム・エンゼルスと提携。
2001年、デトロイト・タイガースと提携。

## 永久欠番
- 5　サム・ジェスロー（英語版）
- 42　ジャッキー・ロビンソン